# Federico Sforza
Federico Sforza (ur. 20 stycznia 1603 w Rzymie, zm. 24 maja 1676 tamże) – włoski kardynał.

## Życiorys
Pochodził ze znanego rodu arystokratycznego; był synem Alessandro Sforzy i Eleonory Orsini. Jego kuzynem był kardynał Alessandro Orsini. W młodości został protonotariuszem apostolskim, a także gubernatorem Terni (1625), Ceseny (1626) i wicelegatem w Awinionie (1637-1645). 6 marca 1645 został kreowany kardynałem diakonem i otrzymał diakonię Santi Vito, Modesto e Crescenzia. Od 27 września 1645 do 12 lipca 1653 pełnił rolę prokamerlinga Kościoła Rzymskiego. 19 listopada 1645 został mianowany biskupem Rimini. Zrezygnował z diecezji w czerwcu 1656. Od stycznia 1659 do stycznia 1660 był kamerlingiem Kolegium Kardynałów. 26 czerwca 1656 został podniesiony do rangi kardynała prezbitera. W 1675 został mianowany biskupem Tivoli i pełnił ten urząd do śmierci.
Kardynał Federico Sforza należał do frakcji prohiszpańskiej w Kolegium Kardynałów i od 1664 pełnił funkcję protektora wicekrólestwa Neapolu. Ponadto w latach 1664–1666 był wiceprotektorem Kastylii, Aragonii i Flandrii oraz Rzeszy Niemieckiej i dziedzicznych krajów Habsburgów austriackich. W Kurii Rzymskiej był ponadto członkiem co najmniej sześciu kongregacji:
- Kongregacji ds. Ceremoniału (1657–1676),
- Kongregacji ds. Soboru Trydenckiego (1657–1676),
- Kongregacji Rozkrzewiania Wiary (1657–1676),
- Kongregacji ds. Obrzędów (1657–1676),
- Trybunału Apostolskiej Sygnatury Łaski (1657–1676),
- Kongregacji ds. Biskupów i Zakonników (1676).